# 豆卒
豆 卒（とう そつ、生没年不詳）は、鮮卑族系高句麗人の唐の軍人。

## 人物
豆卒の息子の豆善富の墓誌が中国河南省洛陽市から出土しており、墓誌は開封市博物館が所蔵している。墓誌によると、豆卒の祖先は、北魏末に高句麗に亡命し、高句麗で高位の政治的地位を有した一族だった。
豆卒の祖先は、平陵（陝西省咸陽市）で暮らしていたが、漢代に雁門太守を務めていた17代祖先の統が戦乱を避けて朔野に逃れ、その地で代々暮らし、北魏代に紇豆陵氏を賜姓された。その後、豆卒の5代祖先である北魏将軍の紇豆陵歩藩が、北斉の高歓に敗れて敗死したことから一族は高句麗に亡命し、「豆」を姓とした。その後、唐の高句麗出兵の際に豆卒が兄弟とともに唐に投降し、唐に移住した。豆卒は唐から優遇されて官僚に採用され、「犁木二州□□諸軍事」と「紫金魚」を授かる。

## 考証
中国系移民の高句麗亡命は、北中国の政治的混乱と関連がある。西晋末期の混乱、東魏と西魏の対立などの軍事的・政治的混乱の際に継続的に高句麗への亡命が発生している。このことは高句麗が北中国の政治・軍事的混乱から自由ではなかったことを示している。
高句麗に亡命した中国系移民の故国での地位は、国王（馮弘）、政府高官（慕容評）、地方官（崔毖、江果）とその属僚（冬寿、宋晃）、豪族（韓詳）、一般の民などほぼすべての階層が包括されている。これらの中国系移民たちは、故国を脱出し、新移住地へと「亡命」した形態を帯びており、自らの権力基盤を失い、高句麗に亡命した豆卒祖先一族もこれに属する。